# Ashley Jones
Ashley Aubra Jones (3 de setembro de 1976) é uma atriz estadunidense.

## Trabalhos

### Televisão
- The Bold and the Beautiful (2004)
- The Young and the Restless (1997–2001)
- Dr. Quinn, Medicine Woman (1993)
- She Fought Alone (1995)
- Strong Medicine (2000)
- The District (2001)
- Without a Trace (2004)
- Crossing Jordan (2004)
- CSI: NY (2007)
- True Blood (2009)
- FlashForward (2009)
- The Mentalist (2009)
- CSI: Crime Scene Investigation (2009)
- House, M.D. (2011)
- Private Practice (2012)
- Bones (2012)

### Filmes
- The King's Guard (2000)
- Old School (2003)
- A Teacher's Crime (2008)
- Dead at 17 (2008)
- Secrets from her past (2011)
- The Secret Sexual Life of a Single Mom (2014)